# Fernando Colunga
Fernando Colunga Olivares (ur. 3 marca 1966 w mieście Meksyk) – meksykański aktor telewizyjny. Pracował również jako model.

## Życiorys
Urodził się w mieście Meksyk jako syn Margarity Olivares i Fernanda Colungi. Od wczesnego dzieciństwa marzył o aktorstwie. Ukończył Universidad Nacional Autónoma de México jako inżynier. Dorabiał jako model i barman. Aktorstwa uczył się w CEA (Centro de Educación Artística de Televisa).
Swoją karierę zapoczątkował udziałem w dubbingu, użyczył swojego głosu bohaterom hiszpańskiej wersji językowej programu edukacyjnego dla dzieci Ulica Sezamkowa. Występował również na scenie, zanim pojawił się w telenowelach stacji Televisa: Popiół i diament (Cenizas y diamantes, 1990), Maria Mercedes (María Mercedes, 1992) obok piosenkarki Thalíi, Madres egoístas (1993) z Anahí i Chantal Andere, Mujer, casos de la vida real (1994) u boku Leticii Calderón, Marimar (1994) z Thalią, Más allá del puente (1994) z Eduardo Santamariną, Alondra (1995) z Anahí i Dulce Maríą i Maria z przedmieścia (María la del Barrio, 1995) z Thalią.
Popularność na całym świecie przyniosły mu role w telenowelach: Esmeralda (1997), Paulina (La Usurpadora, 1998) i Prawdziwa miłość (Amor Real, 2003).

## Filmografia

### Filmy
- 1995: Esclavos de la pasión
- 1995: Bésame en la boca
- 1998: Más allá de la usurpadora (TV) jako Carlos Daniel Bracho
- 2007: Bandoleros (Ladrón que roba a ladrón) jako Alejandro Toledo
- 2015: Ladrones jako Alejandro Toledo

### Telenowele
- 1990: Popiół i diament (Cenizas y diamantes)
- 1992: Maria Mercedes (María Mercedes) jako Chicho
- 1993: Madres egoístas
- 1994: Mujer, casos de la vida real
- 1994: Marimar jako Adrián Rosales
- 1994: Más allá del puente
- 1995: Alondra jako Raúl Gutiérrez
- 1995: Maria z przedmieścia (María la del Barrio) jako Luis Fernando de la Vega
- 1997: Esmeralda jako José Armando Peñarreal De Velasco
- 1998: Paulina (La Usurpadora) jako Carlos Daniel Bracho
- 1999: Nigdy cię nie zapomnę (Nunca Te Olvidarte) jako Luis Gustavo Uribe Del Valle
- 1999: Świąteczna opowieść (Cuento de Navidad) jako Jaime Rodríguez Coder
- 2000: W niewoli uczuć (Abrázame muy fuerte) jako Dr Carlos Manuel Rivero
- 2001: Navidad Sin Fin jako Pedro
- 2003: Prawdziwa miłość (Amor Real) jako Manuel Fuentes Guerra
- 2005: Alborada jako Luis Manrique y Arellano
- 2007–2008: Sidła namiętności (Pasión) jako Ricardo De Salamanca Y Almonte
- 2008–2009: Mañana es para siempre jako Eduardo Juarez/Franco Santoro
- 2010: Kobieta ze stali (Soy tu Dueña) jako Jose Miguel Montesinos
- 2012–2013 Porque El Amor Manda jako Jesus Garcia
- 2015–2016 Pasión y poder jako Eladio Gomez Luna